# Festival international du film de Saint-Sébastien 2015
Le festival international du film de Saint-Sébastien 2015, 63e édition du festival (63 edición del Festival de San Sebastian ou 63. Donostiako Zinemaldia), s'est déroulé du 18 au 26 septembre 2015.

## Déroulement et faits marquants
Les films en compétition pour la Coquille d'or, faisant partie de la sélection officielle sont annoncés le 7 août 2015 par les organisateurs. Parmi les films annoncés, le premier film de fiction du québécois Philippe Lesage, Les Démons.
C'est le 12 août 2015 qu'est dévoilé la sélection Pearls. Figure notamment le dernier film ayant reçu l'Ours d'or du Festival de Berlin.
C'est le lendemain que les organisateurs annoncent que c'est le film britannique London Road de Rufus Norris qui clôturera cette 63e édition du festival. Le film met en scène notamment Olivia Colman et Tom Hardy.
Le film d'ouverture est dévoilé par les organisateurs le 14 août 2015. Il s'agit de Régression d'Alejandro Amenábar. Parmi les comédiens présents au générique ont peu citer Ethan Hawke, Emma Watson, David Thewlis et David Dencik.
On peut noter qu'Emma Watson et David Thewlis ont joué ensemble dans la série des films Harry Potter.
Le 18 août 2015 de nouveaux films sont ajoutés à la sélection officielle pour la compétition, dont Freeheld avec Julianne Moore et Elliot Page.
Le 4 septembre 2015 est dévoilé que c'est l'actrice Emily Watson qui recevra le Prix Donostia. Ce même jour les organisateurs annoncent la présence de Sienna Miller, Tom Hiddleston, Luke Evans, Elliot Page, Emily Blunt, Benicio del Toro, Tim Roth, Laurie Anderson, Karin Viard, Isabelle Carré, Ricardo Darín, et Alejandro Amenábar, qui viendront défendre leurs œuvres personnelles.
La présidente du jury ainsi que les membres du jury international sont annoncés le 14 septembre 2015. Paprika Steen en est la présidente, et avait reçu, l'année précédente, la Coquille d'argent de la meilleure actrice.

## Jury
- Paprika Steen (Présidente du jury) : actrice et réalisatrice  Danemark
- Nandita Das : réalisatrice  Inde
- Daniel Monzón : réalisateur  Espagne
- Hernán Musaluppi : producteur  Argentine
- Julie Salvador : productrice  France
- Uberto Pasolini : réalisateur et producteur  Italie
- Luciano Tovoli : directeur de la photographie  Italie

## Sélection

### Compétition
- Vingt et une nuits avec Pattie d'Arnaud Larrieu et Jean-Marie Larrieu  France
- Le Garçon et la Bête de Mamoru Hosoda  Japon
- Les Démons de Philippe Lesage  Québec
- Évolution de Lucile Hadzihalilovic  France  Belgique  Espagne
- High-Rise de Ben Wheatley  Royaume-Uni
- Moira de Levan Tutberidze  Géorgie
- Sparrows de Rúnar Rúnarsson  Islande  Danemark  Croatie
- Sunset Song de Terence Davies  Royaume-Uni  Luxembourg
- Amama: When a Tree Falls de Asier Altuna  Espagne
- The Apostate de Federico Veiroj  Espagne  Uruguay  France
- Un dia perfecte per volar de Marc Recha  Espagne
- Eva ne dort pas (Eva no duerme) de Pablo Agüero  Argentine  France  Espagne
- El rey de La Habana de Agustí Villaronga  Espagne  République dominicaine
- Truman de Cesc Gay  Argentine  Espagne
- Les Chevaliers blancs de Joachim Lafosse  Belgique  France
- Freeheld de Peter Sollett  États-Unis
- Back to the north de Liu Hao  Chine

### Hors compétition
- Mi gran noche d'Álex de la Iglesia  Espagne
- Régression d'Alejandro Amenábar  États-Unis  Espagne (film d'ouverture)
- London Road de Rufus Norris  Royaume-Uni (film de clôture)

## Special Screenings
- Far From the Sea de Imanol Uribe  Espagne
- No estamos solos de Pere Joan Ventura  Espagne

## Pearls
Dans cette section figurent uniquement des films ayant été déjà présentés lors de précédents festivals de cinéma.
- Anomalisa de Charlie Kaufman et Duke Johnson  États-Unis (présenté en compétition à la Mostra de Venise 2015)
- Black Mass de Scott Cooper  États-Unis (présenté hors compétition à la Mostra de Venise 2015
- El Clan de Pablo Trapero  Argentine  Espagne (présenté en compétition à la Mostra de Venise 2015)
- Hitchcock / Truffaut de Kent Jones  France  États-Unis
- Me and Earl and the dying girl de Alfonso Gómez-Rejón  États-Unis (Grand Prix au Festival du film de Sundance 2015, et présenté au Festival international du film de Locarno 2015)
- Mia madre de Nanni Moretti  Italie (présenté en compétition au Festival de Cannes 2015)
- The Assassin de Hou Hsiao-hsien  Taïwan (Prix de la mise en scène au Festival de Cannes 2015)
- Le Fils de Saul de László Nemes  Hongrie (Grand prix au Festival de Cannes 2015)
- Mountains May Depart de Jia Zhangke  Chine (présenté en compétition au Festival de Cannes 2015)
- Sicario de Denis Villeneuve  Canada (présenté en compétition au Festival de Cannes 2015, et en clôture au Festival du cinéma américain de Deauville 2015)
- Taxi Téhéran de Jafar Panahi  Iran (Ours d'or lors de la Berlinale 2015)
- Trois souvenirs de ma jeunesse de Arnaud Desplechin  France (présenté à la Quinzaine des réalisateurs du Festival de Cannes 2015)
- Notre petite sœur de Hirokazu Kore-eda  Japon (présenté en compétition au Festival de Cannes 2015)

hors compétition
- Un homme irrationnel de Woody Allen  États-Unis (présenté hors compétition au Festival de Cannes 2015)

## Palmarès
- Coquille d'or : Sparrows (Þrestir) de Rúnar Rúnarsson
- Prix spécial du jury : Évolution de Lucile Hadzihalilovic
- Coquille d'argent du meilleur réalisateur : Joachim Lafosse pour Les Chevaliers blancs
- Coquille d'argent de la meilleure actrice : Yordanka Ariosa pour El rey de La Habana
- Coquille d'argent du meilleur acteur :  
  - Ricardo Darín pour Truman
  - Javier Cámara pour Truman
- Prix du jury pour la meilleure photographie : Manuel Dacosse pour Évolution
- Prix du jury pour le meilleur scénario : Vingt et une nuits avec Pattie d'Arnaud et Jean-Marie Larrieu
- Mention spéciale du jury : El apóstata de  Federico Veiroj
- Prix Donostia : Emily Watson